# Piotr Malarczyk
Piotr Malarczyk, né le 1er août 1991 à Kielce, est un footballeur polonais. Il évolue au poste de défenseur central pour le Korona Kielce.

## Carrière
Après avoir rejoint le club d'Ipswich Town en août 2015, Piotr Malarczyk est prêté deux mois au Southend United en mars 2016.
Le 31 août 2016, il rejoint Cracovia.

## Statistiques
| Saison                | Club                   | Championnat           | Championnat | Championnat | Coupe(s) nationale(s) | Coupe(s) nationale(s) | Total | Total |
| Saison                | Club                   | Division              | M.          | B.          | M.                    | B.                    | M.    | B.    |
| 2009-2010             | Korona Kielce          | Ekstraklasa           | 6           | 0           | 2                     | 0                     | 8     | 0     |
| 2010-2011             | Korona Kielce          | Ekstraklasa           | 11          | 0           | 1                     | 0                     | 12    | 0     |
| 2011-2012             | Korona Kielce          | Ekstraklasa           | 16          | 1           | 1                     | 0                     | 17    | 1     |
| 2012-2013             | Korona Kielce          | Ekstraklasa           | 25          | 2           | 2                     | 0                     | 27    | 2     |
| 2013-2014             | Korona Kielce          | Ekstraklasa           | 27          | 3           | 1                     | 0                     | 28    | 3     |
| 2014-2015             | Korona Kielce          | Ekstraklasa           | 35          | 2           | 0                     | 0                     | 35    | 2     |
| 2015-2016             | Korona Kielce          | Ekstraklasa           | 5           | 0           | 0                     | 0                     | 5     | 0     |
| Sous-total            | Sous-total             | Sous-total            | 125         | 8           | 7                     | 0                     | 132   | 8     |
| 2015-2016             | Ipswich Town           | Championship          | 3           | 0           | 3                     | 0                     | 6     | 0     |
| 2015-2016             | Southend United (prêt) | League One            | 2           | 0           | 0                     | 0                     | 2     | 0     |
| Sous-total            | Sous-total             | Sous-total            | 5           | 0           | 3                     | 0                     | 8     | 0     |
| Total sur la carrière | Total sur la carrière  | Total sur la carrière | 130         | 8           | 10                    | 0                     | 140   | 8     |